# 10 гигабитни етернет
10 гигабитни етернет (енгл. 10 Gigabit Ethernet) у рачунарским мрежама представља стандард, однсно варијанту етернета, која је дефинисана 2002. године IEEE 802.3ae-2002 стандардом за рад на брзини преноса информација од 10 Gb/s (10 пута брже од гигабитног етернета).
Током година од 802.3ae-2002 стандарда који је дефинисао само системе за рад на оптичком влакну (-SR, -LR, -ER и -LX4), временом су изашли нови IEEE стандарди, 802.3ak-2004 (10 гигабитни етернет на бакарним кабловима -CX4), затим 802.3an-2006 дефинише 10GBASE-T систем за рад на упреденим бакарним парицама и 10GBASE-LRM оптички систем и стандард 802.3ap-2007 из 2007. године који описује два нова система на бакарним кабловима (-KR и -KX4).
Предложени амандмани из ових стандарда 802.3ae-2002 и 802.3ak-2004 су спојени са ранијим стандардима у стандарду из 2005. године IEEE стд. 802.3-2005, док су остали наведени, прихваћени у најновијем целокупном стандарду IEEE стд. 802.3-2008.
10 Гигабитни етернет подржава само режима рада у потпуном дуплексу на линковима који могу повезивати комутаторе. Разводници у овом систему нису дозвољени, као ни полу-дуплексни режим рада и CSMA/CD протокол.

## Архитектура слојева
Да би садржао брзину симбола и да би се смањили трошкови и технички изазови постављени пред примопредајнике 10 гигабитног етернета, 10 гигабитни етернет користи нови PCS начин кодирања (64B66B) са само 3% додатног саобраћаја. Слично као код гигабитног етернета, првобитно су направљена два 10GBASE стандарда која користе 64B66B PCS кодирање: 10GBASE-R LAN стандард, који користи стандардне етернет оквире за пренос на физичком слоју и 10GBASE-W WAN стандард који користи SONET/SDH оквире за пренос. 10 Гигабитни етернет користи 10 гигабитни интерфејс независан од медијума (XGMII) за везу између MAC подслоја и различитих 10 гигабитних физичких слојева.
10GBASE-W PHY садржи WAN интерфејс подслој (енгл. WAN interface sublayer - WIS) (табела) који енкапсулира етернет MAC фрејмове у SONET/SDH усаглашен оквир. WIS слој такође обавља функцију прилагођавања односа проширивањем размака између суседних фрејмова, тако да је излазни однос сигнала генерисан WAN интерфејсом исти као код SONET/SDH OC-192, са брзином података од 9953 Gb/s.
Физички слој 10GBASE-W је креиран јер је у то време постојало највише 10Gb/s транспортних система у SONET/SDH форми. У то време, 10Gb/s етернет је био осмишљен као технологија која би извршила агрегацију саобраћаја код апликација на окосници мреже. Изгледало је логично креирати WAN стандард који је компатибилан са постојећом развијеном основом 10Gb/s транспортног система. Али ипак, овај WAN стандард није широко прихваћен и највећи део 10 гигабитне опреме данашњег етернета је развијен за  стандард.

## 10 гигабитни етернет системи
Паралелно са 10GBASE-R и 10GBASE-W, креиран је и стандард 10GBASE-X . Слично као и код 1000BASE-X-a, 10GBASE-X стандард користи 8B10B кодирајућу шему. Уместо преноса на једном серијском интерфејсу, 10GBASE-X PHY преноси сигнале на четвороканалном паралелном интерфејсу и користи четири грубо раздвојене таласне дужине (4×2.5 Gb/s) у 1300nm спектралном региону, да би се креирао тзв. 10GBASE-LX4. То је био први пут да се WDM технологија искористи у примени етернета. Чак иако LX-4 интерфејс има бољу дисперзиону толеранцију и иако га је са становишта преноса лакше дизајнирати него 10 Gb/s серијски интерфејс, он захтева четири сета ласера и фотопријемника, што повећава величину паковања, сложеност и цену.
За само неколико година, 10 Gb/s серијски PHY-ови су се развили тако брзо да су учинили LX4 интерфејс застарелим. Првобитно су креирана три типа 10 Gb/s серијског оптичког PHY стандарда: 10GBASE-S, 10GBASE-L и 10GBASE-E. 10GBASE-E интерфејс користи за пренос трећи оптички прозор и минимум слабљења на 1550 nm у силицијум-диоксидном фиберу (први пут 802.3 стандарду) да би извршио пренос на раздаљини од 40 km.
10GBASE-LRM стандард је завршен до 2006. године, тек четири године након што је креиран први стандард за 10 гигабитни етернет 802.3ae. Он омогућава коришћење Fabry-Perot-овог (FP) ласера мале цене за пренос до 220 m, на мултимодном фиберу који је био широко примењиван раних 1990-их за FDDI и за примене брзог етернета. Да би се реализовао 10GBASE-LRM неопходна је електронска дисперзиона компензациона техника у пријемнику
Код 10 гигабитних етернет система имамо следеће конфигурације:
- опсег (840-860)
- опсег (1260-1355)
- опсег (1530-1565)
- бакарни кабл, упредене парице категорије 6а.

У зависности примене у LAN (10GBASE-R) или WAN (10GBASE-W) мрежама, даље су дефинисани следећи стандарди:
- и
- ,  и
- и

### 10GBase-R системи

#### 10GBase-SR систем
 описан је етернет стандардом IEEE 802.3 клаузулом 49. Користи 64B/66B шему кодирања и за пренос ласере таласне дужине око 850 nm (пренос у првом оптичкомпрозору). Инфорамције се серијски пренос прео вишережимског (мултимодног) оптичког влакна са брзином преноса од 10.3125 Gb/s. Користећи стандардна мултимодна влакна са језгром од 62,5 микрона, постиже пренос информација на растојања од 25 - 82m, а у случају вишережимског влакна са језгром од 50μm могућ је пренос информација на растојање од 300m. Ласери који се користе су најчешће површинско емитујући полупроводнички ласери који су доста јефтини. На овом систему је показана један од главних принципа пројектовања етернет система, а то је да он буде што је могуће јефтинији. Уштеда се постиже и коришћењем мултимодних оптичких влакана, јер су у њиховом случају конекције јефтиније услед већих димензија језгра влакна. Главна примена овог система је повезивање линкова већих брзина унутар зграде.

#### 10GBase-LR систем
 систем је исто тако описан IEEE 802.3 клаузула 49, користи 64B/66B и ласере са централном таласном дужином на 1310 nm. Систем серијски преноси информације преко једнорежимског влакна при брзини од 10.3215 Gb/s. Растојање које се постиже је специфицирано ја 10km, али модули овог система могу да постигну пренос информавија на растојања и до 25km. Најчешће се користе Фабри-Пероови ласери који су доста скупљи од VCSEL ласера, али имају ту особину да постижу веће излазне снаге и фокусиран сноп који се може капловати у једнорежимска влакна. Ипак, 10GBASE-LR модули су и даље данас, доста јефтинији од модула 10GBASE-ER и 10GBASE-LX4 система.

#### 10GBase-ER систем
Систем 10GBASE-ER (енгл. extended range) дефинисан је IEEE 802.3 клаузула 49, као и претходни наведени системи користи 64B/66B шему кодирања. Пренос информација се врши преко мономодних оптичких влакана у трећем оптичком прозору, скупљи ласери таласних дужина око 1550nm. Информације се преносе серијски, брзинама 10,3125 Gb/s, могуће је постићи пренос на удаљености до 40km. У овом делу је потребно обратити пажњу на то да гигабитни етернет систем 1000BASE-ZX користећи иста влакна и ласер исте таласне дужине постиже пренос на удаљености од 70 до 100 km. Објашњење ове чињенице је у томе што при преносу 10 Gb/s информација захтева већу снагу, при чему се у оптичким влакнима јављају нелинеарни ефекти. Како је брзина преноса 10 Gb/s фиксна, потребно је направити компромис па смањити дужину линка.

#### 10GBase-ZR систем
Неколико произвођача је користећи нешто скупау технологију од оне код система 10GBase-ER успело да постигне пренос 10 гигабита информација у секунди на удаљености од 80km. Систем није дефинисан IEEE 802.3ae стандардом и у индустријским круговима назван је 10GBase-ZR. Физички слој овог система заснован је на 80 километарском физичком слоју описаном стандардима OC-192/STM-64 SDH/SONET. Иначе, радној групи 802.3 неће бити поднет амандман како би покрили и ZR PHY.

### 10GBase-W системи
Системи 10GBase-SW, 10GBase-LW, 10GBase-EW и 10GBase-ZW су типови 10 фифабитних етернет система предвиђених за рад у WAN мрежама. За рад користе WAN дизајн физичког слоја како би се постигла компатибилност са OC-192/STM-64 SDH/SONET опремом користећи за пренос на брзинама од 9,953 Gb/s SDH/SONET оквире. Етернет структура регионалне мреже се користи када корисници имају потребу да преко технологија SDH/SONET или преко WDM система пренесу етернет оквире тако што ће их упаковати у оквире тих технологија. Етернет овим системима задржава функцију агрегације саобраћаја код апликација на окосници мреже, али као што смо навели системи нису широко прихваћен и највећи део 10 гигабитне опреме данашњег етернета је развијен за  стандард.

### 10GBase-X системи

#### 10GBase-LX4 систем
је први етернет систем који користи технологију преноса информација мултиплексирањем по таласним дужинама (енгл. Wavelength-division multiplexing - WDM). Постиже пренос информација на удаљености до 300m преко стандардног мултимодног влакна. Пренос се постиже користећи четири одвојена ласерска извора, која постижу преносе информација на брзинама од 3.125 Gb/s користећи ласере таласних дужина око 1310 nm. Овај стандард исто има подржан рад на мономодним оптичким влакнима, при чему се постиже пренос информација на удаљености до 10km.
До 2005. године оптички модули за 10GBASE-LX4 систем су били јефтинији него модули за 10GBASE-LR систем, иако је 10GBASE-LX4 користио четири сета ласера. Овај систем се користи тамо где је потребно имати подржан пренос информација како мономодним тако и мултимодним влакнима користећи исти модул.

#### 10GBase-CX4 систем
Систем 10GBASE-CX4 је познат и под називом радне групе која га је развила 802.3ak. Представља први 10Gb/s етернет систем за пренос информација бакарним кабловима. Наиме, пренос се врши неоклопљеним упреденим парицама, тако што се користе по 4 парице за пренос информација у сваком смеру. Технологија каблирања је слична InfiniBand технологији, дизајнирана је да пренесе информација на растојања до 15m. Предност је у томе што има нижу цену инсталације по броју портова етернет уређаја, док се са друге стране прави компромис у постизању преноса на веће удаљености.

10 гигабитни етернет уређај је тако дизајниран да се поштује договор о могућности промене примопредајног модула (енгл. Multi-Source Agreement - MSA). МСА шема пинова, омогућава да се по потреби повежу XENPAK, X2, XFP или XPAK примопредајни модули у зависности од тога какву мрежу желимо. Код CX4 система свака бакарна парица преноси 3,125 Gbaud/s. Принцип рада је описан стандардом 802.3ae, клаузулом 48 (сигнализациона шема 8B/10B). Друге предности овод система су, мања потрошња енергије, нижа цена и нижа цена одржавања.

#### 10GBase-KX4 систем
Систем познат под називима етернет на основној плочи и IEEE 802.3ap, има примену за агрекацију саобраћаја ка серверима, кратка растојања са великим протоцима између јаких сервера и рутера/комутатора. Стандард под овим називом, дефинише две имплементације на 10 Gb/s: 10GBASE-KX4 (шема кодирања 8B/10B) и 10GBASE-KR (64B/66B кодирање). Овај стандард још дефинише слој за исправку грешака при преносу.

### 10GBase-Т систем
Систем 10GBASE-T или стандард IEEE 802.3an-2006, је објављен 2006. године. Омогућава пренос 10Gb/s информација путем неоклопљених или оклопљених упредених бакарних парица на удаљености до 100m. Инфраструктура каблирања код овог систама се може исто тако може применити и код система 1000BASE-T при чему механизам ауто-преговарања одређује брзину преноса информација. Овај систем је испрва имао већу потрошњу и кашњење од осталих 10GbE система, док су у скорије време произвођачи направили уређаје који дисипацију снаге од само 6W и кашњење од око 1μs.